# El Laurel, Jalisco
El Laurel är en ort i Mexiko.   Den ligger i kommunen Arandas och delstaten Jalisco, i den centrala delen av landet, 400 km väster om huvudstaden Mexico City. El Laurel ligger 1 963 meter över havet och antalet invånare är 118.
Terrängen runt El Laurel är platt norrut, men söderut är den kuperad. Runt El Laurel är det ganska tätbefolkat, med 90 invånare per kvadratkilometer. Närmaste större samhälle är Arandas, 9,3 km nordost om El Laurel. I omgivningarna runt El Laurel växer huvudsakligen savannskog.